# 松井栄一
松井 栄一（まつい しげかず、1926年12月1日 - 2018年12月3日）は、日本の国語学者、辞書編纂者。『日本国語大辞典』の編纂で中心的役割を担った。

## 人物
東京都出身。『大日本国語辞典』の編者松井簡治の孫に当たる。父は簡治の子で同辞典に関わった松井驥。運輸事務次官を務めた松井和治は弟。俳人の大須賀乙字は義理の伯父（父の姉の夫）。東京大学国文科卒業。武蔵大学助教授、山梨大学教授、東京成徳大学教授を歴任。
2018年12月3日、肺炎のため死去。92歳没。

## 業績
日本最大の国語辞典『日本国語大辞典』第1版と第2版の編纂過程で編集委員として中心的役割を担った。『明治期国語辞書大系』『隠語辞典集成』の編纂にも当たった。「全然」のあとに「ない」が来なければならないという従来の常識を覆した。

## 著書

### 単著
- 『国語辞典にない言葉：言葉探しの旅の途上で』南雲堂、1983年。ISBN 4523260885
- 『続 国語辞典にない言葉：ことばの姿さまざま』南雲堂、1985年。ISBN 4523261113
- 『出逢った日本語・50万語：辞書作り三代の軌跡』小学館、2002年。ISBN 4098400812（ちくま文庫、2013年。ISBN 9784480430908）
- 『「のっぺら坊」と「てるてる坊主」：現代日本語の意外な事実』小学館、2004年。ISBN 4098400898
- 『国語辞典はこうして作る：理想の辞書をめざして』港の人・新宿書房、2005年。ISBN 4880083461
- 『日本人の知らない日本一の国語辞典』小学館新書、2014年。ISBN 9784098252046

### 共著編
- （飛田良文、境田稔信共編）『「明治期国語辞書大系」書誌と研究』大空社 (明治期国語辞書大系 別巻)　2003年
- （編）『小学館日本語新辞典』小学館、2005年。ISBN 4095011718
- （編）『ちがいがわかる 類語使い分け辞典』小学館、2008年。ISBN 9784095041773

## 参考
- 『現代日本人名録』2002年